# Diplopterygium glaucum
Diplopterygium glaucum là một loài dương xỉ trong họ Gleicheniaceae. Loài này được Thunb. ex Houtt. Nakai mô tả khoa học đầu tiên năm 1950.